# Список бронетехники Великобритании периода Первой мировой войны

## Бронеавтомобили

### Пулемётные
| Обозначение         | Изображение | Годы разработки | Годы производства | Кол-во, шт.               | Краткое описание |
| ------------------- | ----------- | --------------- | ----------------- | ------------------------- | --- |
| Armstrong-Whitworth |             | 1915            | 1915-1916         |                           | |
| Austin              |             | 1914            | 1914-1915         | 168                       | |
| DeLaunay-Belleville |             |                 |                   |                           | |
| Ford 1916           |             |                 |                   |                           | |
| Garford Model 1914  |             | 1914            |                   | 1(эдинственный экземпляр) | Имеет 1-2 7,71(7,92) пулемёта Lewis,весит около 3000 кг и вместимость имеет 4-5.Вся остальная информация засекречена. |
| Lanchester          |             | 1914            | 1914-1916         | ~ 50                      | |
| Peerles             |             |                 |                   |                           | |
| Rolls-Royce         |             | 1914 1914       | 1914-1918         | 120                       | |
| Sheffield-Simplex   |             | 1914-1915       | 1915              | 25                        | |
| Talbot              |             |                 |                   |                           | |
| Wolseley            |             |                 |                   |                           | |
| Wolseley CP Type    |             |                 |                   |                           | |

### Пушечные
| Обозначение | Изображение | Годы разработки | Годы производства | Кол-во, шт. | Краткое описание |
| ----------- | ----------- | --------------- | ----------------- | ----------- | ---------------- |
| Seabrook    |             |                 |                   |             |                  |

### Другие разработки
| Обозначение                 | Изображение | Годы разработки | Годы производства | Кол-во, шт. | Краткое описание |
| --------------------------- | ----------- | --------------- | ----------------- | ----------- | ---------------- |
| AC                          |             |                 |                   |             |                  |
| Armored Ivel Tractor        |             |                 |                   |             |                  |
| Leyland Armored Lorry       |             |                 |                   |             |                  |
| Suzare-Berwick «Wind Wagon» |             |                 |                   |             |                  |

### Колониальные и импровизированные бронеавтомобили
| Обозначение                | Изображение | Годы разработки | Годы производства | Кол-во, шт. | Краткое описание |
| -------------------------- | ----------- | --------------- | ----------------- | ----------- | ---------------- |
| Cadillac Indian Pattern    |             |                 |                   |             |                  |
| FIAT Indian Pattern        |             |                 |                   |             |                  |
| Guinness armored lorry     |             |                 | 1916              | 4           |                  |
| Rolls-Royce Indian Pattern |             |                 |                   |             |                  |

## Танки и танковая техника

### Лёгкие танки
| Обозначение  | Изображение | Годы разработки | Годы производства | Кол-во, шт. | Краткое описание |
| ------------ | ----------- | --------------- | ----------------- | ----------- | --- |
| Mk A Whippet |             | 1916-1917       | 1917-1918         | 200         | Medium Mk A Whippet развивал скорость 14 км/ч, имел боевую массу 14 т, был защищён броней в 14 мм и вооружён четырьмя пулемётами; экипаж состоял из трёх человек. Запас хода составлял 130 км. |

### Средние танки
| Обозначение   | Изображение | Годы разработки | Годы производства        | Кол-во, шт. | Краткое описание |
| ------------- | ----------- | --------------- | ------------------------ | ----------- | ---------------- |
| Little Willie |             | 1915            | Не состоял на вооружении | 1           |                  |
| Mk B          |             |                 |                          | 45          |                  |
| Mk C          |             |                 |                          | 36          |                  |

### Тяжёлые танки
| Обозначение               | Изображение | Годы разработки | Годы производства             | Кол-во, шт. | Краткое описание |
| ------------------------- | ----------- | --------------- | ----------------------------- | ----------- | --- |
| Big Wheel Landship        |             |                 |                               |             | |
| Flying Elephant           |             | 1916            | Не воплощён в металле         |             | |
| Pedrail Landship          |             |                 |                               |             | |
| Mk I                      |             | 1916            | 1916-1917                     | 150         | Mark I имел необычную ромбовидную форму, которая должна была дать наибольшую длину гусеницы, что позволяло преодолевать широкие окопы. Основное вооружение было размещено в спонсонах по бокам танка. Mark I имел компоновку без чёткого разделения танка на отделения: двигатель с трансмиссией проходили через большую часть длины танка, занимая основную часть внутреннего пространства. По бортам от двигателя и трансмиссии располагались проходы и служившие для размещения вооружения спонсоны, а в лобовой оконечности корпуса находилось отделение управления. Экипаж танка состоял из восьми человек. Командир танка, обычно младший лейтенант или лейтенант, также выполнявший функции стрелка из лобового пулемёта и порой — помощника водителя и сам водитель размещались в отделении управления слева и справа, соответственно. В каждом из спонсонов располагались наводчик и заряжающий (на «самцах»), либо два пулемётчика (на «самках»), а в проходах в кормовой половине корпуса находились двое помощников водителя. Порой в экипаж добавлялся девятый член, задачей которого было, находясь в корме танка, у радиатора, из личного оружия оборонять кормовой сектор танка от пехоты. Различали 2 вида танка Mark I — «самец» и «самка». Отличия «самца» от «самки» заключались как в массе, так и в наличии определённых вооружений. Так «самец» имел массу около 28,5 тонн и на вооружении имел пулемёт и две пушки 57-мм. «Самка» весила на тонну меньше и на вооружении имела лишь пулемёты. |
| Mk II                     |             | 1916            | с декабря 1916 по январь 1917 | 50          | Английский тяжелый танк времен Первой мировой войны. Он представлял собой дальнейшее развитие Mark I. Убраны задние колёса. Танк использовался только для учебных целей. Были предусмотрены дополнительные бронелисты, которые крепились к корпусу. 20 танков были отправлены во Францию, 25 оставалось на полигоне в Дорсет в Великобритании, остальные пять были сохранены для использования в качестве тестовых. 20 танков присоединились к другим Маркам 1 в битве при Аррасе в апреле 1917 года. Немцы смогли пробить броню Марк I и Марк II из пулемета. |
| Mk III                    |             |                 |                               | 50          | |
| Mk IV                     |             | 1916            | 1916-1917                     | 1015        | Британский тяжёлый танк времен Первой мировой войны. Как и предыдущие британские танки, выпускался в двух модификациях, различавшихся между собой вооружением: «самец» — со смешанным пушечно-пулемётным вооружением и «самка» — с чисто пулемётным вооружением. |
| Mk V                      |             | 1917            | 1918-1919                     | 400         | Британский тяжёлый танк времен Первой мировой войны. Как и предыдущие британские танки, выпускался в двух модификациях, различавшихся между собой вооружением: «самец» — со смешанным пушечно-пулемётным вооружением и «самка» — с чисто пулемётным вооружением. |
| Mk V*                     |             | 1918            | 1918                          | 579         | Британский тяжёлый танк времен Первой мировой войны. Является фронтовой модификацией тяжёлого танка Mk V. Сделан путём добавления двухметровой секции в разрезанный пополам корпус танков Mk IV или Mk V. То есть машина, не потеряв продольной жёсткости, получила возможность преодолевать более широкие рвы и окопы. Сцепление гусениц с грунтом улучшилось, увеличился внутренний объём, что позволило перевозить дополнительные припасы или десант из 25 пехотинцев. Первая попытка высадить танковый десант была 8 августа 1918 года под Амьеном, но она была неудачной - солдаты угорали из-за плохой вентиляции. |
| Mk V**                    |             | 1918            |                               | 197         | |
| Mk VI                     |             |                 |                               |             | |
| Mk VII                    |             |                 |                               | 3           | |
| Mk VIII (совместно с США) |             | 1917            | 1919-1920                     | 100         | Тяжёлый танк периода Первой мировой войны, совместная разработка Великобритании и США. Производство Mk VIII началось слишком поздно, и принять участие в войне он уже не сумел. Mk VIII использовались для учебно-тренировочных целей до начала 1930-х годов, а после снятия с вооружения к 1932 году оставались на хранении до начала Второй мировой войны, после чего несколько из них были переданы Канаде для учебно-тренировочных целей по цене металлолома. |
| Mk IX                     |             |                 |                               | 36          | |

### Другие разработки
| Обозначение         | Изображение | Годы разработки | Годы производства | Кол-во, шт. | Краткое описание |
| ------------------- | ----------- | --------------- | ----------------- | ----------- | ---------------- |
| Gun Carrier Mark I  |             |                 |                   |             |                  |
| Мостоукладчик «Ark» |             |                 |                   |             |                  |